# Class of '74 (film)
Pour les articles homonymes, voir Class of '74.
Pour plus de détails, voir Fiche technique et Distribution.
Class of '74 est un film américain réalisé par Mack Bing (d)  et Arthur Marks, sorti en 1972.

## Synopsis
Gabriella, étudiante pudique, est initiée par trois amies décomplexées, à une manière de vivre plus ouverte et libre d'esprit.

## Fiche technique
- Réalisateurs :  Mack Bing (d)  et Arthur Marks
- Scénaristes : Johnny Legend et Jack Mattis
- Musique : Louis Yule Brown
- Société de production : General Film Corporation
- Producteurs : Don Gottlieb et Charles Stroud
- Pays :  États-Unis
- Genre : Romance, Drame
- Durée : 82 minutes
- Date de sortie : 14 juin 1972 (États-Unis)
- Classification : R (États-Unis)

## Distribution
- Pat Woodell : Heather
- Marki Bey (en) : Carla
- Sondra Currie : Maggie
- Barbara Mills (d)  : Gabriella
- Phillip Terry (en) : Dave
- Lynn Cartwright : Marsha
- Gary Clarke (en) : John